# Saint-Germier, Gers
Saint-Germier là một xã của tỉnh Gers, thuộc vùng Occitanie, tây nam nước Pháp.